# RTE
Koncepcja RTE (ang. Real Time Enterprise) – jest związana z przyśpieszeniem działania przedsiębiorstwa. Jest to stan, w którym organizacja konkuruje na rynku bardziej efektywnie poprzez skracanie czasu krytycznych (głównych, najważniejszych) procesów biznesowych.